# أبو هاو
أبو هاو (بالإنجليزية: Abu - Hau)‏ هي الربة التي يقدسها شعب الماوري في نيوزيلاندا. إنها إحدى الأمهات الأسطوريات الكثيرات اللواتي يشرفن على أبنائهن لتحقيق السمو والمجد.